# Tara (Ierland)
Tara (Iers: Teamhair na Rí, Engels:Tara Hill of Hill of Tara) was ooit de 'Hoofdstad' van de zuidelijke Uí Néill-dynastie, die soms de titel van hoge koning van Ierland claimden. Het enige dat daarvan is overgebleven is de Heuvel van Tara, een heuvel in het graafschap Meath.
Naar wordt aangenomen was Tara al voor de komst van de Gael een belangrijke plaats. Het mythologische volk van de Tuatha Dé Danann zou zijn koningen op de heuvel gekroond hebben. In de Keltische periode gold Tara als de belangrijkste plaats. Nog in 980 versloeg de koning van Tara (Máel Sechnaill mac Domnaill) de Noormannen en veroverde hun voornaamste vesting, Dublin.
Hoewel Dublin vrij snel daarna de belangrijkste plaats werd in Ierland, en Tara min of meer van de kaart verdween, bleef Tara Hill een belangrijke plaats innemen in het Ierse bewustzijn.
In 1843 was de heuvel het toneel van de grootste massa-demonstratie in de Ierse geschiedenis. De katholieke politicus Daniel O'Connell sprak hier voor een enorme mensenmassa, de schattingen liepen van 500.000 tot 1 miljoen. Ondanks die enorme opkomst werd zijn eis, het terugdraaien van de Unie van Ierland met Engeland van 1800, niet gehonoreerd.
In de omgeving zijn veel vondsten gedaan van religieuze en ceremoniële betekenis.
In 2007 leidde de aanleg van een geplande snelweg (genaamd M3) vlak langs deze historische plaats tot opschudding in Ierland. Een dag nadat de Minister van Transport de eerste spade in de grond had gestoken werd de vondst van een ritueel centrum uit de prehistorie op 2 km van Tara Hill bekendgemaakt. Met de aanleg van de weg is inmiddels begonnen, maar de controverse is nog niet beëindigd.